# Камыш-Самарские озёра
Камыш-Самарские озёра — озёрная система в Западно-Казахстанской области, состоящая из группы озёр, расположенных в два ряда и разделённых друг от друга холмистой грядой песчано-глинистых солоноватых бугров.
Расположены в юго-восточной части области на границе с Астраханской областью России. Озёра простираются с востока на запад на 100 километров и с севера на юг на 60 километров, соединены между собой протоками, имеют илистые, топкие, густо поросшие камышом берега; вокруг озёр тянутся богатые пастбищные луга. В озёра впадают реки Большой и Малый Узени. Вода озёр слегка солоновата. Озёра богаты рыбой, в советский период производился её промышленный отлов.
Камыш-Самарские озёра упомянуты в литературе при путешествии Михаила Шолохова в образе охотника при проведении своего отпуска в Западном Казахстане.